# Arctosa epiana
Arctosa epiana är en spindelart som först beskrevs av Lucien Berland 1938.  Arctosa epiana ingår i släktet Arctosa och familjen vargspindlar. Inga underarter finns listade i Catalogue of Life.